# Ringsleutel

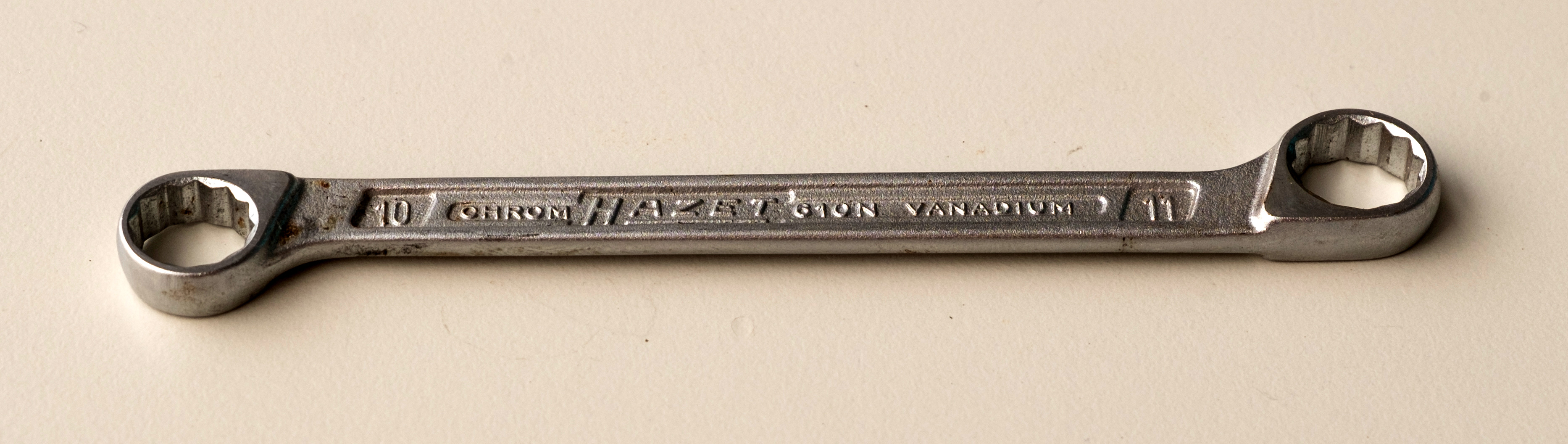
Ringsleutel

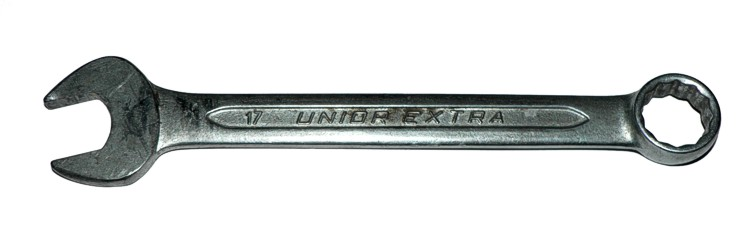
Ring- steeksleutel-combinatie

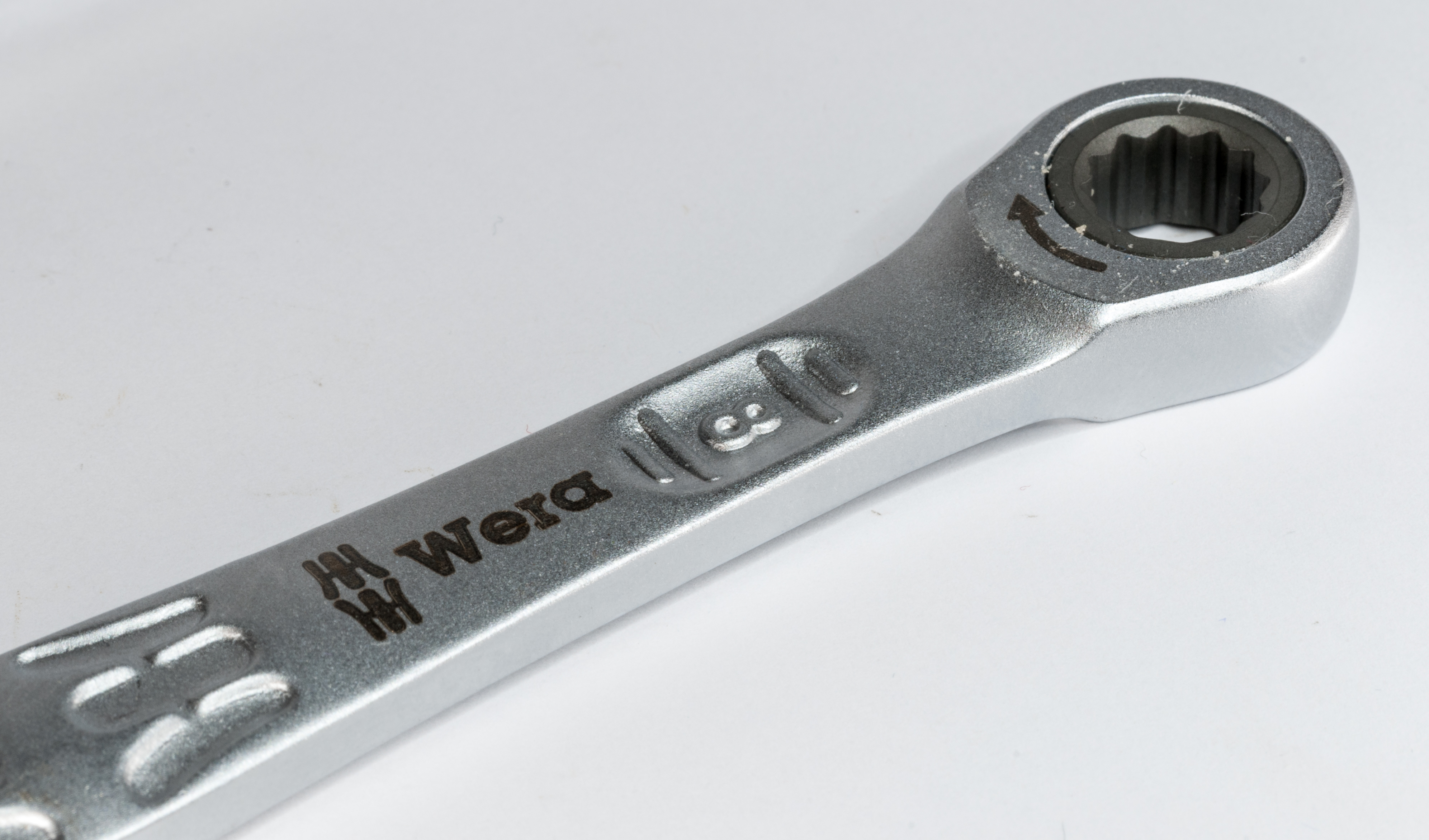
Ratelringsleutel, 8 mm

Een ringsleutel is een stuk gereedschap dat gebruikt wordt voor het los- en vastdraaien van moeren en bouten.
De ringvormige bek omsluit hierbij een moer of boutkop over de gehele omtrek, en grijpt daarbij op alle zes de hoeken aan. Hierdoor kan er vaak meer kracht worden gezet dan met een steeksleutel, die maar op twee hoeken aangrijpt. De bek van een ringsleutel kan zijn uitgevoerd als een zeskant maar is meestal twaalfhoekig. De twaalfhoekige bek bestaat uit twee gelijke zeshoeken die ten opzichte van elkaar over een hoek van 30° verdraaid zijn. Het voordeel hiervan is dat het verdraaien van een moer of een boutkop in een nauwe ruimte met slechts een kleine draaislag mogelijk is. De steel van een ringsleutel kan zowel recht, flauw gebogen, of diep gebogen zijn.
Er bestaan ook ratelringsleutels met al of niet omkeerbare richting.
Ringsleutels en steeksleutels worden vaak uitgevoerd in oplopende maatcombinaties zoals 10-11, 12-13, 14-15, waarbij de maat in millimeters wordt gebruikt. Bij grotere sleutels worden bepaalde maten overgeslagen, zoals 20-22.
In sommige gevallen is er te weinig plaats om een ringsleutel te gebruiken en is een moer of boutkop alleen van opzij benaderbaar. In dat geval is toepassing van een steeksleutel noodzakelijk.
Het verlengen van een (ring)sleutel met een stuk buis, om meer kracht te kunnen uitoefenen, wordt ontraden. Door verlenging van de steel wordt de sleutel veel te zwaar belast, waardoor breuk kan optreden. Voor zwaar werk kan men gebruikmaken van een zogeheten slagsleutel, deze wordt samen met een  hamer gebruikt.